# Sanli (sockenhuvudort i Kina, Jiangxi Sheng, lat 28,68, long 116,38)
Sanli är en sockenhuvudort i Kina. Den ligger i provinsen Jiangxi, i den sydöstra delen av landet, omkring 48 kilometer öster om provinshuvudstaden Nanchang. Antalet invånare är 32 605. Befolkningen består av 15 901 kvinnor och 16 704 män. Barn under 15 år utgör 29,0 %, vuxna 15-64 år 61 %, och äldre över 65 år 9,0 %.
Runt Sanli är det tätbefolkat, med 369 invånare per kvadratkilometer. Närmaste större samhälle är Santang, 19,4 km öster om Sanli. Trakten runt Sanli består till största delen av jordbruksmark.
Genomsnittlig årsnederbörd är 2 373 millimeter. Den regnigaste månaden är juni, med i genomsnitt 357 mm nederbörd, och den torraste är oktober, med 36 mm nederbörd.